# Van der Heyden (geslacht)

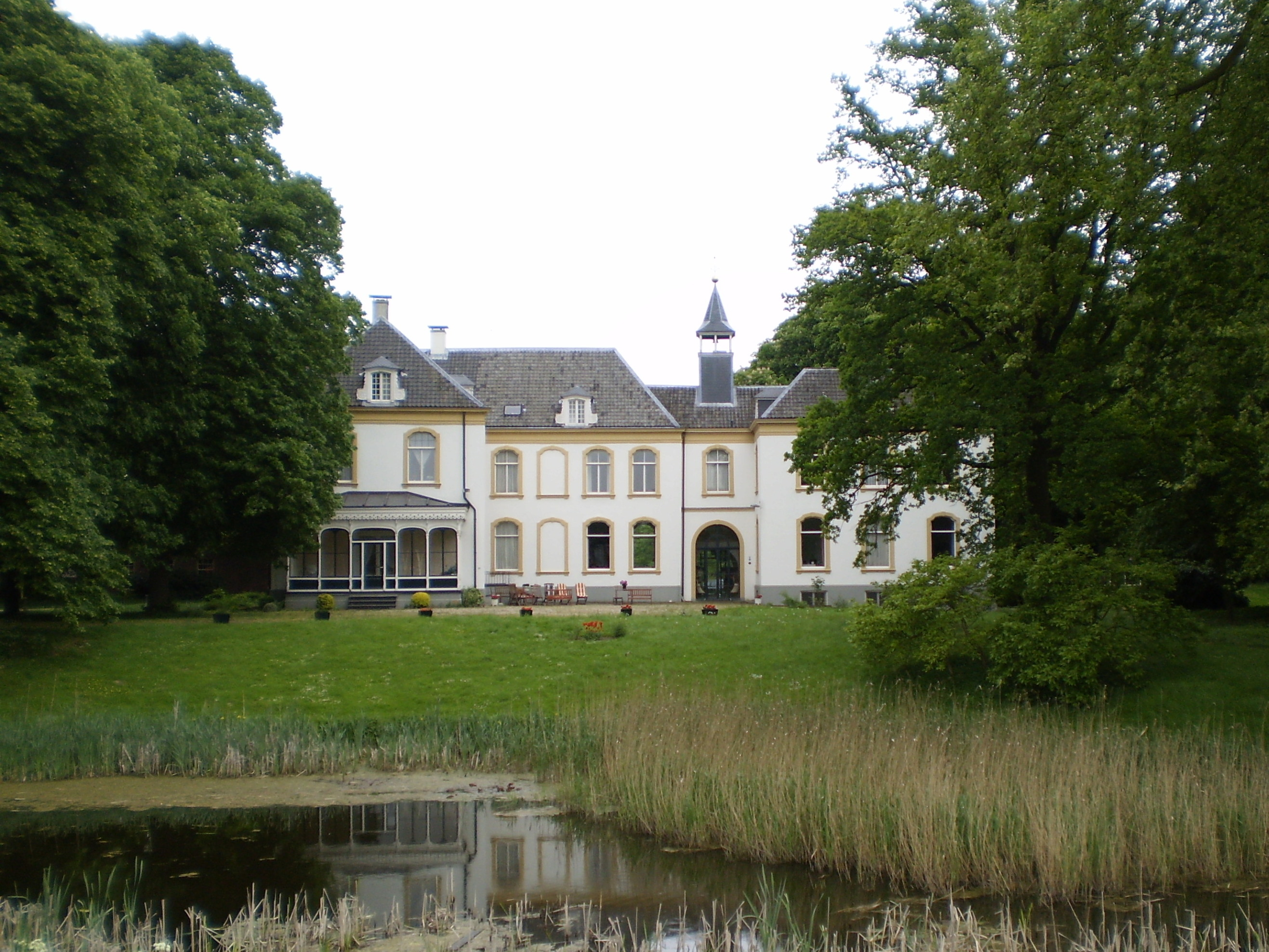
Huis Baak

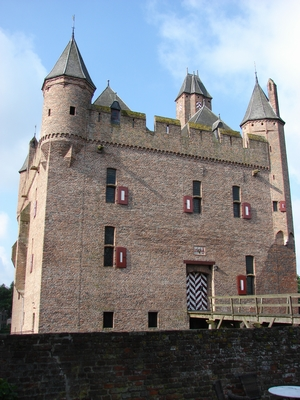
Kasteel Doornenburg

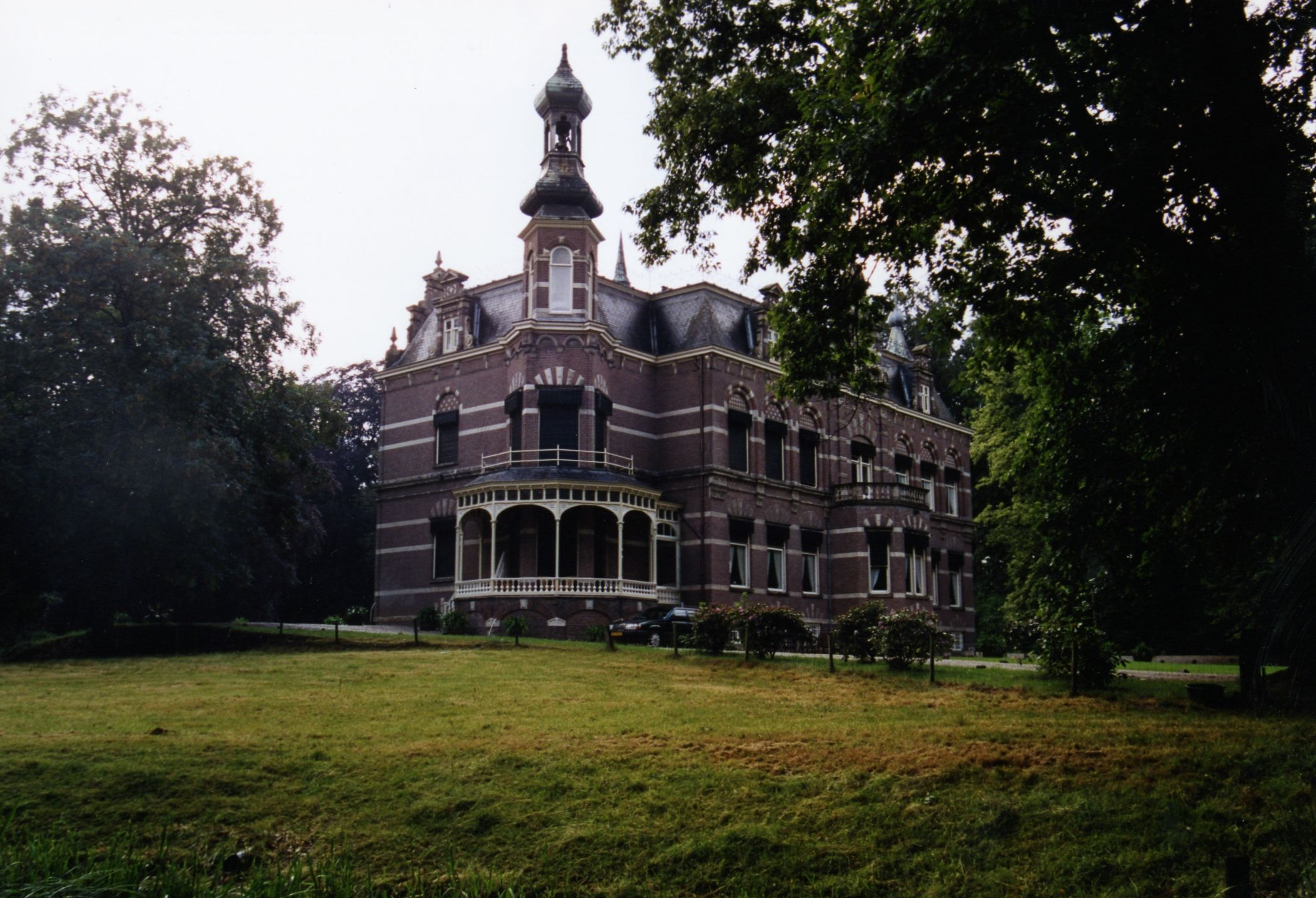
Huis 't Suideras

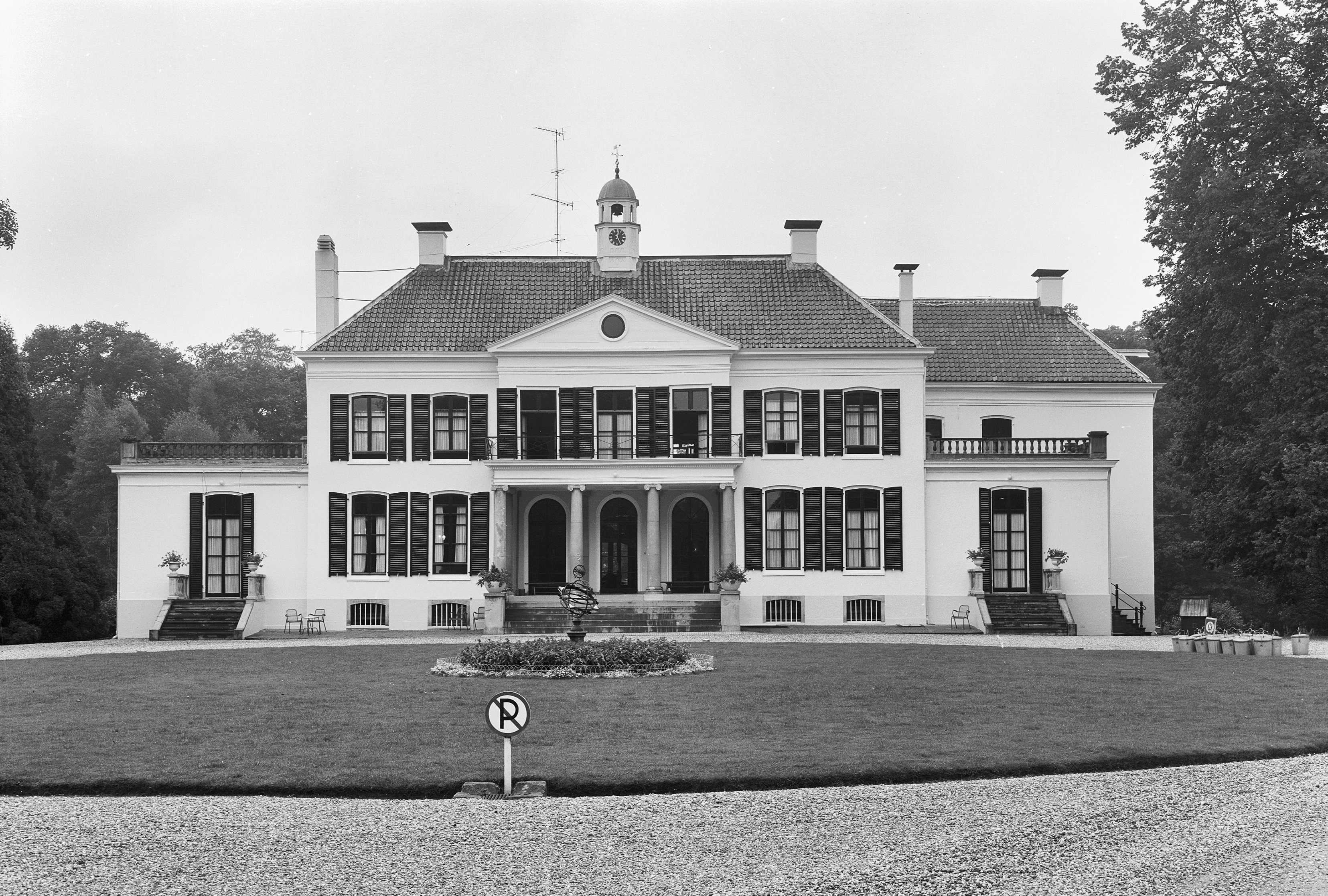
Kasteel Groot Engelenburg

Van der Heyden (ook: Van der Heyden van Doornenburg) is een uit Wismar afkomstig geslacht waarvan leden sinds 1816 tot de Nederlandse adel behoren.

## Geschiedenis
De stamreeks begint met Hans Fögk (van der Heyden) die in 1556 te Wismar overleed. Zijn achterkleinzoon Joannes Everardus Canisius van der Heyden (†1711) was vanaf 1691 heer van Baak; huis Baak zou tot ver in de 19e eeuw in bezit van de familie blijven waarna het door huwelijk overging in de familie Van Middachten.
In 1749 kwam de familie in bezit van de havezate Luynhorst te Greffelkamp.
Vanaf 1791 tot 1802 resp. 1827 zijn Anna Joanna Maria Tresia van der Heyden (1744-1802) en Reyniera Maria Antonia van der Heyden (1748-1827) eigenaressen van Kasteel Groot Engelenburg. Zij waren dochters van Gerardus Wilhelmus Josephus van der Heyden (1688-1752) die getrouwd was met Aleida Richarda Gertrudis Haeck (1707-1760).
Vanaf 1810 is een nazaat heer van Doornenburg en deze titel is nog steeds in bezit van de familie; het kasteel Doornenburg werd in 1936 verkocht. Vanaf 1811 was de familie ook bezitter van het huis Suideras in Vierakker dat vererfde op de familie Ruijs.
Bij Souverein Besluit van 14 januari 1815 werd Judocus Henricus Antonius Adrianus Josephus Joannes van der Heyden (1765-1854) benoemd in de ridderschap van Gelderland en in 1822 werd hem verleend de titel van baron overgaand bij eerstgeboorte.

## Enkele telgen
Judocus Henricus Antonius Adrianus Josephus Joannes baron van der Heyden, heer van Baak, Doornenburg, enz. (1765-1854), lid Raad van State i.b.d.
- Clemens Fredericus Wilhelmus baron van der Heyden, heer van Doornenburg en Suideras (1791-1838), lid provinciale staten van Gelderland
  - Alexander Amandus Josephus Canisius baron van der Heyden, heer van Doornenburg en Suideras (1813-1879); trouwde in 1872 met Joanna Maria barones van Voorst tot Voorst, vrouwe van Onstein en de Ploen (1841-1933)
    - Alexander Eduard Carel Canisius baron van der Heyden, heer van Doornenburg (1874-1961), lid van de gemeenteraad van Vorden
      - Alexander Johan Ernest Egon Canisius baron van der Heyden, heer van Doornenburg (1906-1973), burgemeester
        - Jkvr. Reiniera Oda Maria van der Heyden (1943); trouwde in 1965 met Johannes Theodorus Maria van Sonsbeeck (1937), landeconoom, bewoners van huis De Gunne in Heino
        - Joan Alexander Gustave Canisius Marie baron van der Heyden, heer van Doornenburg (1948), laatste mannelijke telg van het geslacht

    - jkvr. Maria Josephina Ernestina Alexandrina van der Heijden, vrouwe van Suideras (1877-1948); trouwde in 1902 met jhr. mr. Charles Ruijs de Beerenbrouck, heer van Beerenbrouck en Wolfrath (1873-1936), premier en minister, lid van de familie Ruijs
      - jkvr. Maria Johanna Alexandrina Ruijs de Beerenbrouck, vrouwe van de Ploen en op Suideras (1903-1999); trouwde in 1925 met jhr. mr. Carel Marie Otto van Nispen tot Sevenaer (1895-1995), lid gemeenteraad van 's-Hertogenbosch, raadsheer
- Jkvr. Judith Richmond Louise van der Heyden (1796-1852); trouwde in 1829 met jhr. Ernestus Georgius van Middachten, heer van Vrieswijk (1796-1862), lid van de familie Van Middachten aan wie huis Baak overging
  - Jkvr. Engelbertha Maria Bernardina Aloysia Augusta van Middachten, vrouwe van Baak (1835-1890)